# Callirhoe triangulata
Callirhoe triangulata là một loài thực vật có hoa trong họ Cẩm quỳ. Loài này được (Leavenw.) A.Gray mô tả khoa học đầu tiên năm 1849.